# Hitra
Hitra este o comună din provincia Sør-Trøndelag, Norvegia.